# Halowe Mistrzostwa Europy w Lekkoatletyce 1987 – bieg na 200 m mężczyzn
Bieg na 200 metrów mężczyzn – jedna z konkurencji biegowych rozgrywanych podczas halowych lekkoatletycznych mistrzostw Europy w  hali Stade couvert régional w Liévin. Eliminacje zostały rozegrane 21 lutego, a półfinały i bieg finałowy 22 lutego 1987. Zwyciężył reprezentant Francji Bruno Marie-Rose, który ustanowił w finale halowy rekord świata z czasem 20,36 s. Tytułu zdobytego na poprzednich mistrzostwach nie bronił Linford Christie z Wielkiej Brytanii.

## Rezultaty

### Eliminacje
Rozegrano 3 biegi eliminacyjne, do których przystąpiło 15 biegaczy. Awans do półfinałów dawało zajęcie jednego z pierwszych dwóch miejsc w swoim biegu (Q). Skład półfinałów uzupełniło sześciu zawodników z najlepszym czasem wśród przegranych (q).
Opracowano na podstawie materiału źródłowego.
Bieg 1
| Miejsce | Zawodnik          | Czas  | Uwagi |
| ------- | ----------------- | ----- | ----- |
| 1       | Bruno Marie-Rose  | 20,80 | Q     |
| 2       | Erwin Skamrahl    | 20,90 | Q     |
| 3       | Ronald Desruelles | 21,32 | q     |
| 4       | Paolo Catalano    | 21,41 | q     |
| 5       | Luís Cunha        | 21,83 |       |

Bieg 2
| Miejsce | Zawodnik         | Czas  | Uwagi |
| ------- | ---------------- | ----- | ----- |
| 1       | John Regis       | 20,78 | Q     |
| 2       | Mykoła Razhonow  | 20,82 | Q     |
| 3       | Pascal Barré     | 21,00 | q     |
| 4       | Norbert Dobeleit | 21,75 | q     |
| 5       | István Nagy      | 21,82 |       |

Bieg 3
| Miejsce | Zawodnik          | Czas  | Uwagi |
| ------- | ----------------- | ----- | ----- |
| 1       | Władimir Kryłow   | 20,73 | Q     |
| 2       | Gilles Quénéhervé | 20,86 | Q     |
| 3       | Donovan Reid      | 20,95 | q     |
| 4       | Antonio Sánchez   | 21,63 | q     |
| 5       | Tommy Björnquist  | 22,01 |       |

### Półfinały
Rozegrano 2 biegi półfinałowe, w których wystartowało 12 biegaczy. Awans do finału dawało zajęcie jednego z trzech pierwszych miejsc w swoim biegu (Q).
Opracowano na podstawie materiału źródłowego.
Bieg 1
| Miejsce | Zawodnik          | Czas  | Uwagi |
| ------- | ----------------- | ----- | ----- |
| 1       | Gilles Quénéhervé | 20,81 | Q     |
| 2       | John Regis        | 20,84 | Q     |
| 3       | Ronald Desruelles | 21,20 | Q     |
| 4       | Pascal Barré      | 21,39 |       |
| 5       | Norbert Dobeleit  | 21,91 |       |
| –       | Mykoła Razhonow   | DNF   |       |

Bieg 2
| Miejsce | Zawodnik         | Czas  | Uwagi |
| ------- | ---------------- | ----- | ----- |
| 1       | Władimir Kryłow  | 20,61 | Q     |
| 2       | Bruno Marie-Rose | 20,88 | Q     |
| 3       | Erwin Skamrahl   | 20,93 | Q     |
| 4       | Donovan Reid     | 21,32 |       |
| 5       | Antonio Sánchez  | 21,36 |       |
| 6       | Paolo Catalano   | 21,96 |       |

### Finał
Opracowano na podstawie materiału źródłowego.
| Miejsce | Zawodnik          | Czas  | Uwagi |
| ------- | ----------------- | ----- | ----- |
| 1       | Bruno Marie-Rose  | 20,36 | WR    |
| 2       | Władimir Kryłow   | 20,53 |       |
| 3       | John Regis        | 20,54 |       |
| 4       | Gilles Quénéhervé | 20,83 |       |
| 5       | Erwin Skamrahl    | 21,44 |       |
| 6       | Ronald Desruelles | 21,78 |       |